# 科达尔
科达尔是葡萄牙阿威罗区的一个堂区。总面积2.14平方公里，总人口1025人，人口密度479人/平方公里。